# Piramide van Chentkaoes II
De Piramide van Chentkaoes II is een apart piramidebouwwerk in de necropool van Abusir in Egypte, dat onder de 5e dynastie van Egypte werd gebouwd. De piramide wordt toegeschreven aan de Oud-Egyptische koningin Chentkaoes II, die mogelijk na de dood van haar gemaal Neferirkare als heersende koningin over Egypte voortregeerde. Van de piramide is een sterk verstoorde ruïne van 4 meter hoog overgebleven. Ooit was zij 17 meter hoog met een basis van 25 m².

## Historie
Chentkaoes II had haar piramidecomplex in de necropool van Abusir laten bouwen vlak bij dat van haar gemaal Neferirkare Kakai. Dat gebeurde, toen haar titel nog die van Koninklijke vrouwe (hmt nswt) was. De bouw werd tijdelijk stilgelegd, waarschijnlijk toen haar gemaal overleed, maar werd later hervat tijdens de bewindsperiode op naam van haar zoon. Haar titel was toen die van Koninklijke moeder (mwt nswt) geworden.
De piramide werd voor het eerst opgegraven in 1906 door Ludwig Borchardt. Men meende toen dat de structuur die van een dubbele mastaba was en ze werd niet volledig uitgegraven. Zeventig jaar later voerde het Tsjechisch instituut een zorgvuldige opgraving van de site uit. Het bleek dat de piramide in de Eerste tussenperiode geroofd werd. Tijdens het Middenrijk werd de piramide heropend en de sarcofaag werd voor de begrafenis van een jong kind gebruikt. Tegen het eind van het Nieuwe Rijk raakte de site vernield doordat men er stenen van weghaalde om die elders te gebruiken.
De dodentempel van Chentkaoes II was versierd, maar de reliëfs werden beschadigd, en er blijft enkel een verzameling fragmenten van over. Op de afgebeelde taferelen waren offeranden te zien, een begrafenismaal, landbouwtaferelen, de processie van de lijkstoet en ook taferelen die de familie van koning Nioeserre uitbeeldden terwijl hij de koningin-moeder begroette.

Overzicht piramidecomplex van Aboesir en de piramide van Chentkaoes II
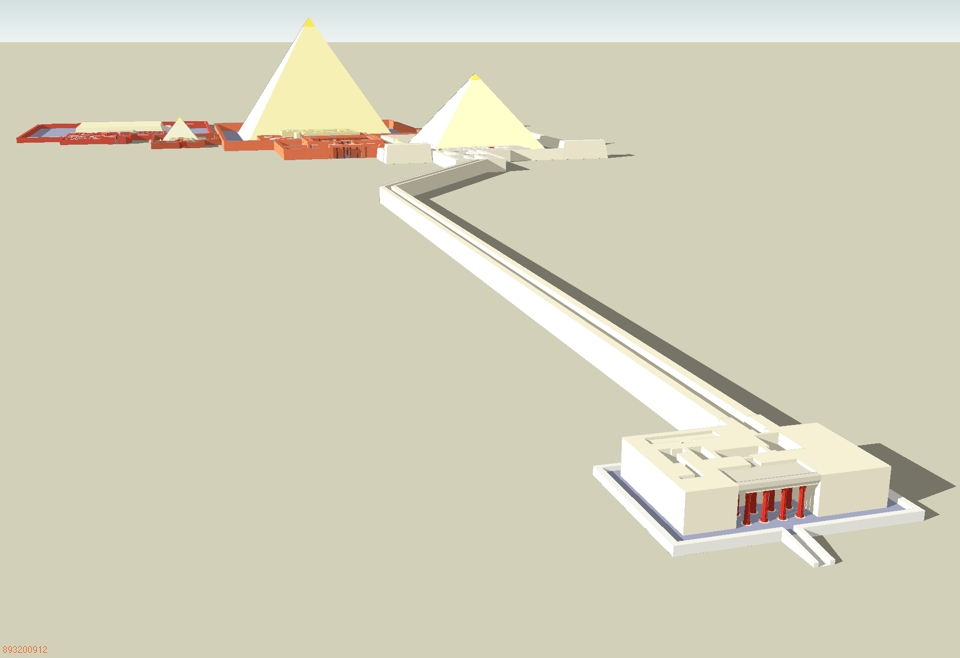
Het gehele piramidecomplex van Aboesir met processieweg en daltempel
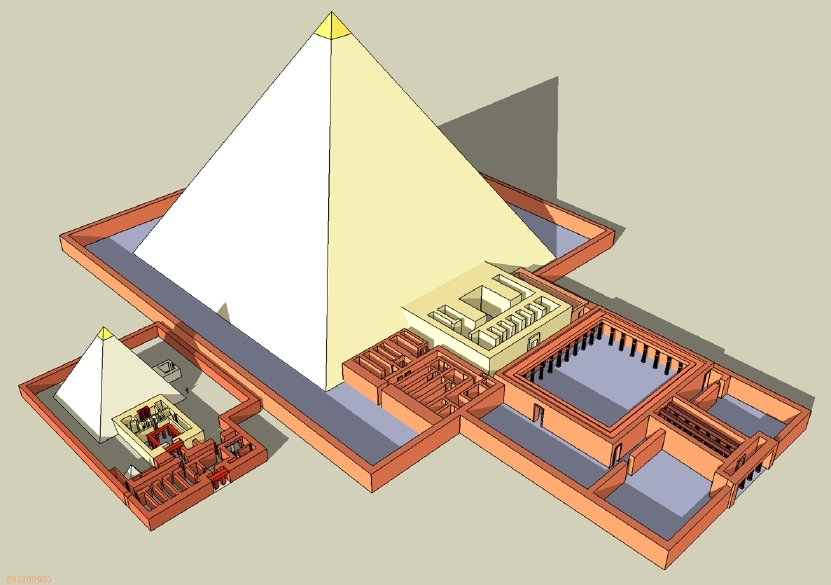
Piramidecomplex van Neferirkare met de piramide van Chentkaoes II (links)
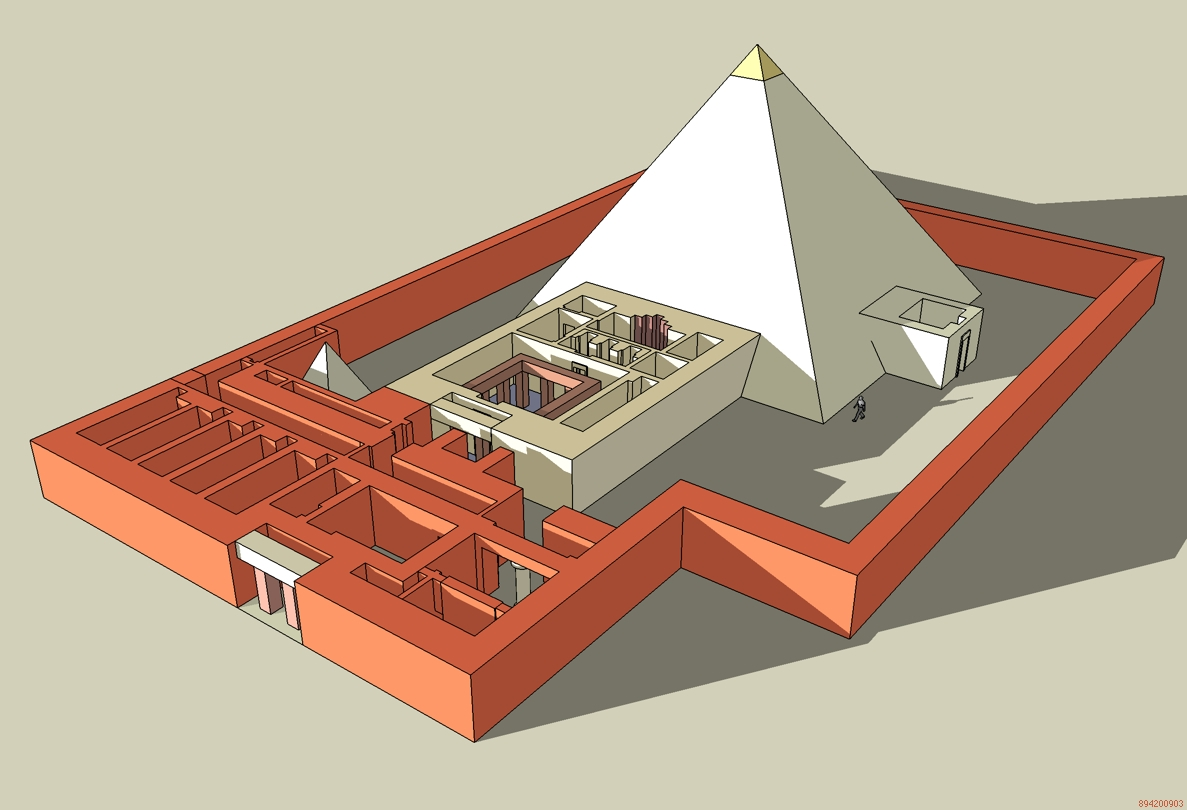
Piramidecomplex van Chentkaoes II
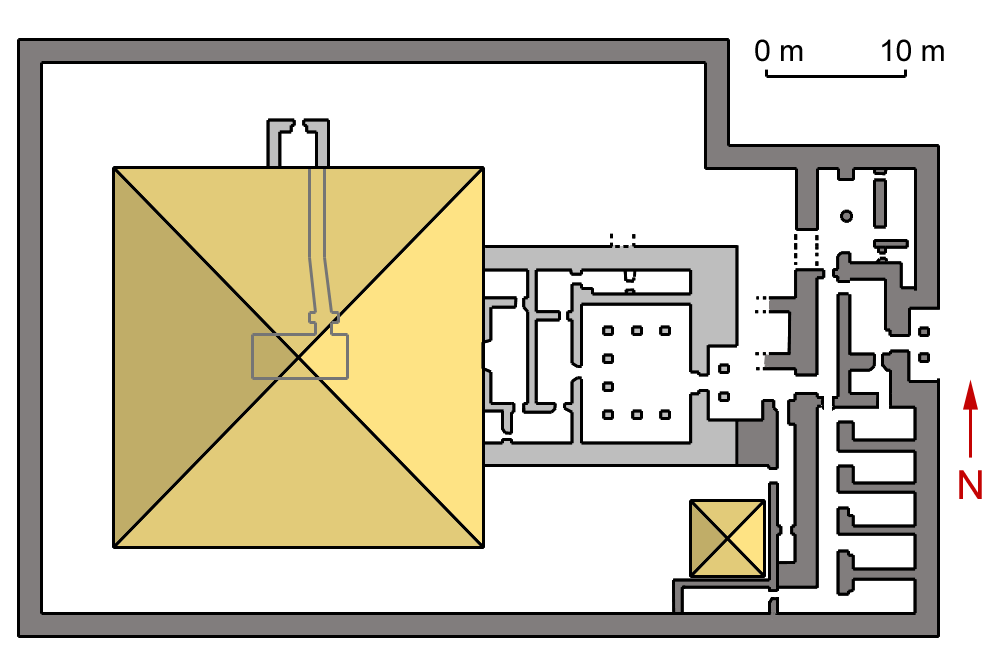
Plan van het piramidecomplex van Chentkaoes II en de tempel Lichtgrijs: eerste bouwfase Donkergrijs: tweede bouwfase